# أشياء صغيرة وجميلة (مسلسل)
أشياء صغيرة وجميلة (بالإنجليزية: Beautiful little things) هو فيلم خيال دراما قادم من إخراج وبطولة مايكل ماكلينان ويشارك في الفيلم أيضاً لورين هولي ، كازيمير جوليتي ، كايلي جيفرسون.
من المقرر عرض الفيلم على نتفليكس في 14 ديسمبر 2020. 

## قصة
حين يُطيح هجوم بطالبة لامعة في مدرسة باليه للنخبة، تواجه بديلتها عالمًا مليئًا بالأكاذيب والخيانة والمنافسة الشرسة.

## طاقم العمل
- لورين هولي
- كايلي جيفرسون
- كازيمير جوليتي
- برينن كلوست
- بارتون كابرتويت
- باجاردو دي مورغويا
- ديمون جاي غيلوسبي
- آنا مايتشي
- دانييلا نورمن
- مايكل سو روزن
- توري تروبريدج

## روابط خارجية
- أشياء صغيرة وجميلة على موقع IMDb (الإنجليزية)
- أشياء صغيرة وجميلة على موقع ميتاكريتيك (الإنجليزية)
- أشياء صغيرة وجميلة على موقع روتن توميتوز (الإنجليزية)
- أشياء صغيرة وجميلة على موقع نتفليكس (الإنجليزية)
- أشياء صغيرة وجميلة على موقع فيلمافينيتي (الإسبانية)
- أشياء صغيرة وجميلة على موقع كينوبويسك (الروسية)
- أشياء صغيرة وجميلة على موقع ألو سيني (الفرنسية)
- أشياء صغيرة وجميلة على موقع قاعدة بيانات الفيلم (الإنجليزية)